# Samandağ
Samandağ là một huyện thuộc tỉnh Hatay, Thổ Nhĩ Kỳ. Huyện có diện tích 446 km² và dân số thời điểm năm 2007 là 124830 người, mật độ 280 người/km².